# Otto Niemeyer
 Otto Ernst Niemeyer, né en 1883 et décédé en 1971, est un banquier britannique qui fut notamment contrôleur des finances au HM Treasury ainsi que directeur de la Banque d'Angleterre.